# Mumlava
Mumlava (niem. Mummel) - górska rzeka w czeskiej części Karkonoszy, lewy dopływ Izery. 
Przepływa przez Harrachov.
Długość - 12,2 km, powierzchnia zlewni - 51,6 km². Średni przepływ przy ujściu - 1,82 m³/s.
Źródła Mumlavy znajdują się na Mumlavskiej louce pomiędzy wierzchołkami Okolík, Kotel i Lysá hora. W górnym biegu zwana jest Velką Mumlavą. Po opuszczeniu zrównania grzbietowego płynie głęboką doliną o nazwie Mumlavský důl. W miejscu zwanym Krakonošova snídaně wpada do niej Malá Mumlava, a nieco niżej Smrková strouha i Vosecká strouha. W dolnej części Mumlavskiego dolu znajduje się Mumlavský vodopád o wysokości 10 m. Po opuszczeniu Mumlavskiego dolu płynie przez Harrachov. W dolnym biegu tworzy granicę między Karkonoszami a Górami Izerskimi. Od Harrachova do ujścia jest wykorzystywana do spływów kajakowych. Mumlava wpada do Izery pod Kořenovem.
Mumlava posiada wiele dopływów. Są to: Velká Mumlava (lewy), Malá Mumlava (prawy), Smrková strouha (prawy), Vosecká strouha (prawy), Lubošská bystříce (prawy), Orlí bystřína (prawy), Ryzí potok (lewy), Bílá voda (prawy), Mielnica i inne, bezimienne.